# Cala Jugadora
La Cala Jugadora és una cala que es troba al Parc Natural del Cap de Creus, al municipi de Cadaqués (Alt Empordà), a la Costa Brava. Està formada per dues platges naturals properes, la platja Gran de Cala Jugadora i la platja dels Barrilers, d'uns 15 m de longitud i 15-20 m d'amplada, de sorra gruixuda i pedres. S'hi accedeix per un camí a uns 250 m de la carretera de Cadaqués al far del Cap de Creus. S'hi practica el nudisme.
Geològicament parlant, la Cala Jugadora és la transició entre els esquistos i el granit.
Es creu que rep el nom de Jugadora perquè en aquest indret els pescadors acostumaven a jugar a cartes mentre esperaven que la tramuntana els permetés calar o anar a pescar al mar d'Amunt (zona del mar situada per sobre del cap de Creus).